# Les Cahiers d'Esther (série télévisée d'animation)
Les Cahiers d'Esther est une série d'animation française produite par Folimage et diffusée entre le 5 septembre 2018 et  2020 sur Canal+. C'est une adaptation créée par Riad Sattouf et Mathias Varin des trois premiers tomes de la bande dessinée Les Cahiers d'Esther du même auteur.

## Fiche technique
Sauf indication contraire, les informations mentionnées dans cette section peuvent être confirmées par la base de données cinématographiques Allociné,  présente dans la section « Liens externes ».
- Réalisation : Riad Sattouf et Mathias Varin
- Production : Folimage
- Scénario : Riad Sattouf et Dorothée Lachaud
- Genre : série d'animation, humoristique et satirique
- Pays :  France
- Langue : français
- Durée : 2 minutes
- Première diffusion :
  -  France : 5 septembre 2018

## Distribution
Sauf indication contraire, les informations mentionnées dans cette section peuvent être confirmées par la base de données cinématographiques Allociné,  présente dans la section « Liens externes ».
- Eléna Plonka : Esther
- Riad Sattouf : le père d'Esther

Les enregistrements des voix sont effectués aux studios O'Bahamas pour Calumet Productions Luq Hamett .

## Liste des épisodes

### Saison 1: Histoires de mes 10 ans
La saison 1 est diffusée en clair à partir du 5 septembre 2018 sur Canal+.

#### Synopsis
Dans sa famille, à l'école ou en colonies de vacances, Esther, 10 ans, partage ses grandes joies, ses petites contrariétés, sa vision de la vie et l'actualité.
1. La Famille
2. Le Papa et la maman
3. Antoine
4. L'Alerte enlèvement
5. Le Chanteur populaire
6. Maxime
7. Mitchell
8. La Souplesse
9. Les Homosexuels
10. Le Mystère du Père Noël
11. La Vérité sur le Père Noël
12. Le Charlie
13. Le Mariage
14. Les 10 ans
15. La Malédiction
16. La Mouche
17. Les Garçons populaires
18. Le Bébé chatte
19. Le Racisme
20. Eugénie
21. Les Ados
22. La Guerre de Cent ans
23. Le Futur
24. La maladie assez grave
25. Le Petit Pont massacreur
26. YouPaurne
27. Le Lapin
28. Le Film
29. Cassandre
30. L'autre enfant
31. Le Passé
32. Les coups de feu
33. La Sensibilité
34. La Salle
35. Le P'tit Bâtard
36. L'Orphelinat
37. Les Filles de mauvaise vie
38. Les Odeurs
39. Le Clown des morts
40. La Police
41. Le Goût de la mer
42. Le Chanteur mort
43. Lucio
44. Enzo
45. L'Ormythologie
46. Rachida
47. La Soirée
48. Les Jours de grand malheur
49. Fly Minerate
50. Les Seins

### Saison 2: Histoires de mes 11 ans
La saison 2 est diffusée en clair à partir du 25 mai 2020 sur Canal+.

#### Synopsis
Dans Histoires de mes 11 ans, Esther est en CM2. Elle raconte la naissance de son petit frère, les attentats, les garçons dont elle est amoureuse, les discussions sur Dieu avec sa meilleure amie, sa mère qui a grossi, son grand frère débile et son père ce héros...
1. La Rentrée
2. Les Chouchous
3. La Joie
4. Les dents
5. Les Marseillais
6. L'Élection, partie 1
7. L'Élection, partie 2
8. L'Élection (version longue)
9. Paul et Arthur
10. Le Nouveau
11. Le Choix des pères
12. Le Vendredi 13 novembre
13. La Peur
14. Le Secours populaire
15. Les Éboueurs
16. Les Livres imaginaires
17. Le Futur
18. Le Journaliste
19. La Malédiction
20. La Vérité sur Dieu
21. Les Trois Amours
22. Le Club
23. L'Âme errante
24. La Reproduction
25. Le Célibat
26. Les Bébés
27. La Sortie
28. Le Gentil Garçon
29. La Passion
30. Le Meurtre
31. Couine
32. L'Attentat
33. Le Test, partie 1
34. Le Test, partie 2
35. Le Test, partie 3
36. Le Test, partie 4
37. Le Test (version longue)
38. La Liste
39. La Plage
40. Le Club d'impro
41. 38 Années
42. La Prise de tête
43. La Gauche et la Droite
44. Le Langage corporel
45. La Chienne
46. Le Rap
47. Le 14 Juillet
48. Le Secret des voitures
49. Les Crevettes
50. Le Mariage
51. Le Promis
52. La Colo
53. La Tarte aux fraises
54. La Sixième

### Saison 3: Histoires de mes 12 ans
La saison 3 est diffusée en clair à partir du 19 octobre 2020 sur Canal+.

#### Synopsis
Esther a désormais 12 ans, mesure 152 cm (il en faut 25 de plus pour être mannequin), pèse 41 kg et chausse du 34. Surtout, elle entre en sixième, au collège, chez les grands, avec, truc de fou, une visite médicale, sorte de « test de vie » !
1. Le Premier Jour
2. Les Dieux (1/2)
3. Les Dieux (2/2)
4. Les Dieux (version longue)
5. Trump
6. Le Tuto
7. La Violence
8. Les Smartphones
9. La Magie de Noël
10. Les Âges
11. L'homosexuel
12. Le Nouveau Son
13. La Maladie
14. Le Système Criminel
15. Le Bilan
16. La Critique
17. Les Religions
18. Les Candidats
19. Moi Présidente
20. La Zumba
21. Le Futur
22. Les Dictateurs
23. Les Garçons et les Filles
24. La Race Très Ancienne
25. La Politique
26. La Galette
27. Les Illuminati
28. Les Illuminettes
29. La Rébellion
30. L'Attentat (1/2)
31. L'Alerte Attentat (2/2)
32. L'Attentat (version longue)
33. Le Vol
34. La Blessure
35. Le Bonheur
36. L'Argent
37. La Richesse (1/2)
38. La Richesse (2/2)
39. La Richesse (version longue)
40. L'Histoire d'Horreur
41. Les Espaces des Forces Contraintes
42. L'Écriture (1/4)
43. L'Écriture (2/4)
44. L'Écriture (3/4)
45. L'Écriture (4/4)
46. L'Écriture (version longue)
47. La Honte
48. Le Rêve d'Afrique
49. Le Rom
50. Les Bisous
51. La Sécurité
52. Gaëtan
53. Les Cahiers d'Esther, le film
54. La Nostalgie
55. La Cinquième

### Documentation
- Riad Sattouf (interviewé) et Philippe Peter, « Esther s'anime sur petit écran », dBD, no 126,‎ septembre 2018, p. 14-16.